# Деннштедтієві
Деннштедтієві (Dennstaedtiaceae) — родина папоротей порядку багатоніжкові (Polypodiales). Родина містить 11 родів та близько 80-100 видів, поширених здебільшого у тропічних та субтропічних областях, рідше в полярних широтах. В Україні росте 2 види.

## Опис
Це великі рослини з горизонтальними кореневищами і двічі-тричі перистими листками. Соруси крайові, прикриті індузієм і загорнутим краєм листка.

## Поширення
Представники родина деннштедтієві ростуть в Євразії (Китай, Японія, Тайвань, північ Європи), Північній Америці (майже всюди в Канаді і США, на півночі Мексики), у помірної частини Південної Америки, а також в Австралії і Новій Зеландії Рід Dennsteadtia поширений в основному у тропічних та помірно-теплий регіонах, але не представлені в Амазонії або Африці. Oenotrichia знаходиться у Новій Каледонії. Leptolepia росте у Новій Зеландії, Квінсленді (Австралія) та у Новій Гвінеї. Рід Microlepia поширений в азійській-тихоокеанському регіоні. Paesia — у тропічній Америці, Азії та західній частині Тихого океану. Hypolepis тропічний і південно-помірний рід. Blotiella зосереджена в Африці. Histiopteris, як правило, малайзійський, пантропний та південний помірний рід..

## Класифікація
- Blotiella
- Coptodipteris
- Dennstaedtia
- Histiopteris
- Hypolepis
- Leptolepia
- Microlepia
- Monachosorum
- Oenotrichia
- Paesia
- Орляк (Pteridium)